# گلن اندروز (بازیکن فوتبال)
گلن اندروز (انگلیسی: Glen Andrews؛ زادهٔ ۱۱ فوریهٔ ۱۹۴۵) بازیکن فوتبال است.
از باشگاه‌هایی که در آن بازی کرده‌است می‌توان به باشگاه فوتبال منچستر یونایتد اشاره کرد.